# Доминик Хашек
До́миник Ха́шек (на чешки: Dominik Hašek; роден на 29 януари 1965 г. в Пардубице, Чехословакия) е чешки професионален хокеист, вратар, олимпийски шампион и двукратен носител на Купа Стенли.
Започва кариерата си в местния отбор в Пардубице. В продължение на 16 сезона между 1990 и 2008 играе в НХЛ където печели прозвището „Доминаторът“ и многобройни награди в това число шест пъти Vezina Trophy, три пъти William M. Jennings Trophy, два пъти подред Hart Memorial Trophy, два пъти Ted Lindsay Award, шест пъти е избран за мача на звездите в НХЛ. Хашек е първият европейски вратар печелил Купата Стенли.
С националния отбор на Чехия печели златен и бронзов олимпийски медал съответно в Нагано 1998 и Торино 2006, три пъти печели медали от световни шампионати за младежи и четири пъти при мъжете.
Обявява края на кариерата си в НХЛ през 2008 г. През сезон 2009 – 2010 играе в родния си Пардубице а през 2010 – 2011 в руския „Спартак“ – Москва.

## Стил на игра
Хашек е известен с крайно нестандартния си стил. Той пази предимно легнал върху леда като така покрива изцяло долната част на вратата където се бележат повечето голове в хокея. Често се хвърля върху леда още преди изстрела на атакуващия противник и бидейки изключително гъвкав буквално се търкаля използвайки всяка една част от тялото си за спиране на шайбата. Коментирайки стила си Хашек казва:
| „ | Казват, че съм неортодоксален и се мятам по леда като някаква риба. Аз казвам, на кого му пука, докато спирам шайбата? | “ |